# Oslo 3
Oslo 3 är ett musikalbum med Lillebjørn Nilsen. Albumet utgavs som LP och kassett av skivbolaget NorDisc 1979. Albumet återutgavs som CD 1990 och 2010 av skivbolaget Grappa Music Group.

## Låtlista
Sida 1
1. "Stilleste gutt på sovesal 1" – 4:25
2. "Bysommer" – 2:26
3. "Forandring" – 3:38
4. "Blues når du var 15" – 3:32
5. "Påske" – 1:46
6. "Hei lille svarttrost – 2:28

Sida 2
1. "Paris" – 3:14
2. "Om mi sorg så vil eg kveda" – 2:45
3. "Så bred en elv" – 2:50
4. "Luchin" – 2:44
5. "Hane på taket" – 2:48
6. "Angelikas kaker. postkort" – 4:09

## Medverkande
Musiker
- Lillebjørn Nilsen – sång, gitarr, munspel
- Shari Gerber Nilsen – sång, körsång
- Terje Venaas – basgitarr, kontrabas
- Nazir Ahmed – tablas, sitar
- Steinar Ofsdal – flöjt, cello (på "Hane på taket")
- Eigil Berg – piano
- Svein Gundersen – dragspel, basgitarr (på "Blues når du var 15" och "Hei lille svarttrost"), körsång
- Per Ivar Johansen – trummor
- Trond Villa – viol (på "Hane på taket")
- Anne May Skagmo, Barthélemy Niava, Erik Moll, Jean Pierre Hermier – bakgrundssång (på "Paris")
- Samina Farooqi, Tahmina Farooqi – bakgrundssång (på "Hane på taket")
- Freddy Lindquist – arrangement (på "Angelikas kaker. postkort")

Produktion
- Johnny Sareussen – musikproducent
- Tore Tambs Lyche, Inge Holst Jacobsen – ljudtekniker
- Rune Myhre – fotograf